# Weyauwega
Weyauwega is een plaats (city) in de Amerikaanse staat Wisconsin, en valt bestuurlijk gezien onder Waupaca County.

## Demografie
Bij de volkstelling in 2000 werd het aantal inwoners vastgesteld op 1806. In 2006 is het aantal inwoners door het United States Census Bureau geschat op 1828, een stijging van 22 (1,2%).

## Geografie
Volgens het United States Census Bureau beslaat de plaats een oppervlakte van 4,2 km², waarvan 3,9 km² land en 0,3 km² water. Weyauwega ligt op ongeveer 242 m boven zeeniveau.

## Plaatsen in de nabije omgeving
De onderstaande figuur toont nabijgelegen plaatsen in een straal van 20 km rond Weyauwega.